# Flavia Paulon
Flavia Paulon, pseudonimo di Flavia Guidini (Beddington, 14 novembre 1906 – Venezia, 18 aprile 1987), è stata una critica cinematografica, giornalista, sceneggiatrice e scrittrice italiana. Biografa ufficiale della Mostra del Cinema di Venezia.

## Flavia Paulon e la Mostra del Cinema
Flavia Paulon nasce a Beddington, un sobborgo di Londra, il 14 novembre del 1906. Suo padre, Giuseppe Guidini, gode della doppia nazionalità svizzera e italiana – il nonno Giacomo architetto, la nonna Carlotta Zorzi nobildonna veneziana. L'ascendenza materna di Flavia è armena: la famiglia risiedeva a Costantinopoli, ma fu costretta dalla persecuzione turca all'esilio londinese. Si chiamavano Sorgudjan, poi, seguendo l'esempio di molti armeni della diaspora che anelavano all'integrazione, diventarono Sorgudje. Giuseppe Guidini incontrò e sposò Sophia durante uno dei suoi viaggi alle dipendenze di un'azienda petrolifera londinese, la Homelight. Ebbero due figli, uno morto in tenera età e, dopo alcuni anni, si trasferirono a Torino, dove Giuseppe ottenne una rappresentanza che gli consentì di vivere vicino alle amatissime montagne piemontesi. Divorziarono – in Svizzera era possibile già allora: Sophia si trasferì a Biella con la figlia ancora piccola mantenendosi con lezioni di inglese e di pianoforte e coltivando la passione per la pittura (nel 1936 espose un'opera alla Biennale di Venezia nello spazio riservato agli artisti stranieri residenti in Italia). Infine Flavia, adolescente, approda a Venezia dove viveva la nonna paterna e dove si iscrisse al liceo classico. Sposò giovanissima Mario Paulon, diplomato all'Istituto d'Arte, sezione architettura. Mise al mondo quattro figli. Flavia assimilò la città lagunare come una seconda pelle: parlava il dialetto fluentemente, interpretando persino la cadenza un po' cantilenante dei veneziani doc. Mantenne un rapporto costante con la comunità armena locale e, anche se in modo sporadico, con i padri mechitaristi di San Lazzaro. Essendo di madrelingua inglese e padroneggiando il francese, non le fu difficile trovare impiego in una città come Venezia che allora viveva ancora, oltre che di turismo, di tanti traffici mercantili. Il suo primo approccio con il giornalismo fu con la rivista ‘Lido’, che usciva in inglese; qui nel 1932 incontrò il conte Elio Zorzi, autentico intellettuale veneziano che, intuendone le doti, la fece assumere alla Biennale d'Arte, dove egli stesso ricopriva il ruolo di capo ufficio stampa. 

Flavia Paulon con Carl Theodor Dreyer nel 1955

Alla Biennale e poi alla Mostra del Cinema, enti parastatali, il massimo cui poteva aspirare una donna era l'incarico di dattilografa, tanto che si dovettero inventare altre ‘voci’ per arrotondarle il modesto compenso. I direttori cambiavano, era lei a restare, a organizzare, a suggerire e molto spesso a programmare. Il punto di riferimento di produttori e registi era immancabilmente Flavia. Negli anni trenta non sarebbe stata proponibile una donna al vertice di un'istituzione pubblica tanto celebre quanto, inevitabilmente, clientelare. Si legge nel colophon del catalogo della XXVI Mostra Internazionale d'Arte Cinematografica: «Flavia Paulon – Ufficio Mostre: con l'incarico particolare della Mostra del Film Documentario e di curare i rapporti con i produttori italiani ed esteri e di collaborare alle ricerche e alle selezioni dei film. Collaborazione con l'Ufficio Stampa alla preparazione del Catalogo Generale».
Questa dicitura da sola illustra la posizione di assoluta preminenza di questa ‘segretaria’ che concentrava in sé un lavoro che oggi sarebbe suddiviso in differenti e articolati uffici.

La Mostra del Cinema di Venezia fu il primo grande esperimento del genere a livello mondiale e testimonia come la cinematografia costituisse per lunga parte del Novecento l'asse portante della comunicazione e dell'informazione, a volte esprimendo arte e a volte documentando la storia nell'atto stesso del suo farsi.

La Biennale inizialmente si basò su un'organizzazione quasi artigianale, con pochi funzionari e scarsi finanziamenti. Flavia, per molti anni, salì e scese le scale che dividevano la Biennale d'Arte dalla Mostra del Cinema secondo le necessità, muovendosi agevolmente in entrambe. Ciò le permise, quando fondò il Festival di Asolo nel 1973, di programmare con assoluta competenza film d'arte e biografie d'artisti.

Si occupò anche del cinema dedicato ai ragazzi e ai cartoni animati, temi che lei prediligeva, ma che la Mostra lasciò cadere dopo la ristrutturazione del ’68. 

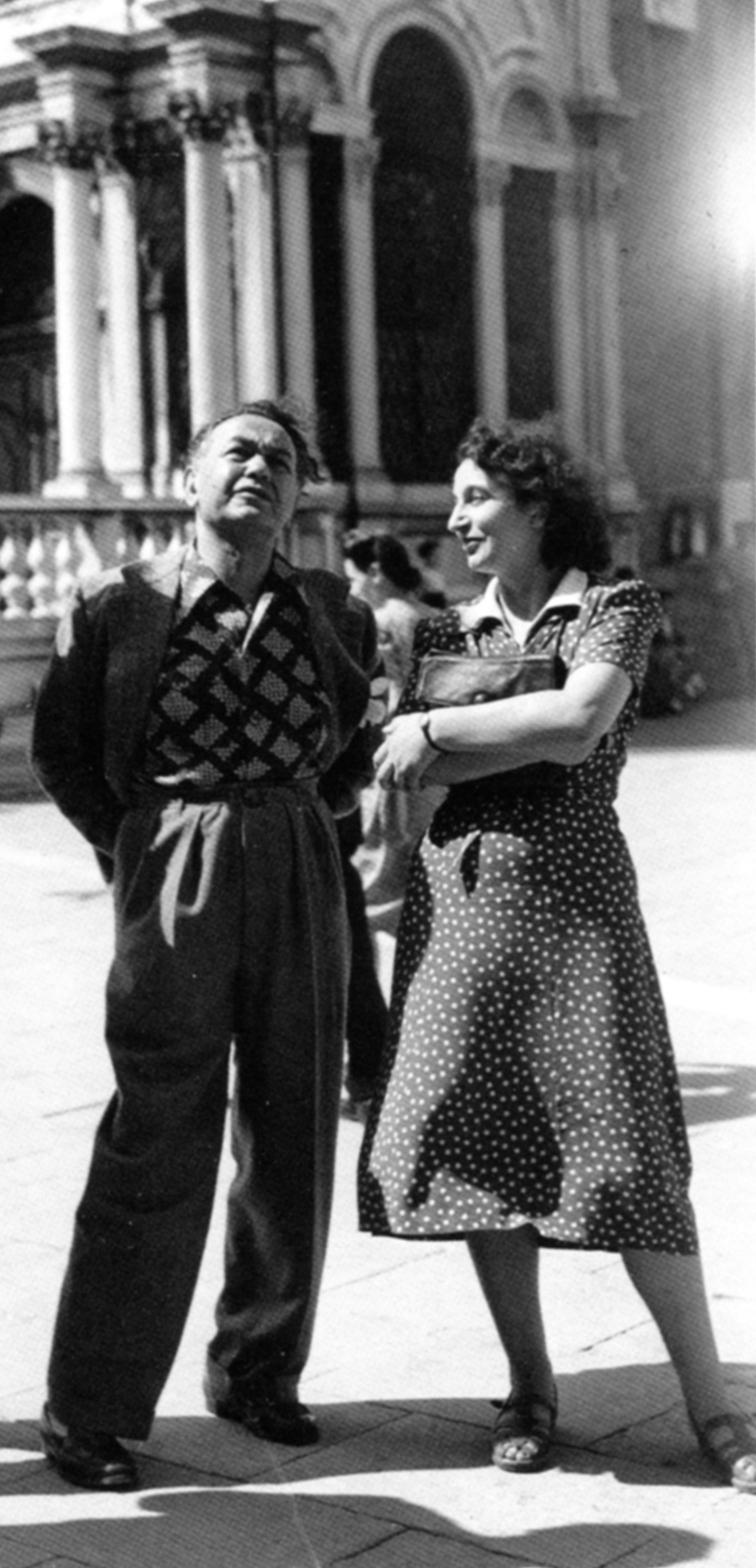
Flavia Paulon con l’attore americano Edward G. Robinson nel 1948

Torniamo agli anni del Fascismo. Il regime all'inizio concedeva qualche spazio alla Biennale e alla Mostra per dare al mondo l'immagine di una cultura lungimirante, pur con le inevitabili censure; uno spiraglio che si restringeva via via che il nazifascismo avvolgeva il Paese nella sua coltre oppressiva. Quando arrivò la legge secondo la quale tutti i dipendenti dovevano essere tesserati, Flavia, convinta antifascista, affrontò la situazione col suo innato pragmatismo e con molta ironia. In verità, prima che scadessero i termini di legge, venne iscritta al partito direttamente dall'Ente.
Nel 1940-42 la Mostra si trasformò in una ‘manifestazione’ italo–tedesca, ospitando film di Paesi neutrali. Poi tutto si fermò definitivamente fino alla fine del conflitto, con gli uffici di Ca’ Giustinian occupati da un comando tedesco.
Conclusa la guerra, Flavia trovò subito un lavoro ben retribuito presso il Comando alleato, sempre grazie alla sua ottima conoscenza dell'inglese. Fu lei, nel 1949, a consigliare Peggy Guggenheim nell'acquisto del bellissimo Palazzo Venier dei Leoni sul Canal Grande, oggi museo, dove la ricca americana si trasferì con la celebre collezione Guggenheim. Flavia restò per Peggy l'amica su cui contare per risolvere i complicati burocratismi della città.

Presto la Biennale la richiamò e lei fu pronta a collaborare per rimettere in corsa la struttura. C'erano ottimi esperti che parteciparono alla rinascita: Elio Zorzi, all'epoca direttore, Francesco Pasinetti, Massimo Bontempelli. La Mostra ripartì alla grande.

Flavia Paulon andò in pensione nel 1968.

Continuò a tenere conferenze in ambito internazionale: fu per lei un'emozione particolare essere chiamata nel 1970 a Erevan, capitale dell'Armenia «dove tutti parlavano armeno…»; collaborò con giornali e riviste cinematografiche di tutto il mondo; lavorò ancora per il Festival, soprattutto durante la direzione di Gian Luigi Rondi, che di lei ha scritto: «Flavia era stata per me parte integrante di quello che si chiama ancora Archivio Storico delle Arti Contemporanee – e mi rivolgevo a lei perché era la storia vivente della Mostra del Cinema e quindi mi sapeva dare tutte le notizie che mi precedevano negli anni '70... un contributo di conoscenze e di approfondimenti storici e anche sociologici di grande rilievo».
Ma la vita professionale di Flavia Paulon non si esaurisce con la Biennale e con il Festival del Cinema di Venezia. Vennero poi il Festival della Fantascienza di Trieste, il Festival dei Cartoni Animati di Asolo, la Mostra Internazionale del Documentario sull'Arte di Padova e il Festival Internazionale del Film sull'Arte e di Biografie d'Artisti, oggi AsoloArtFilmFestival, che le ha intitolato il ‘Premio alla carriera Flavia Paulon’.
Fu l'amicizia con Enrico Fulchignoni, presidente del Conseil International du Cinéma de la Télévision et de la Communication Audiovisuelle, che le consentì di ottenere il Patrocinio dell'UNESCO per tutte le sue manifestazioni cinematografiche.

Fece parte di molte commissioni di selezione dei film e contribuì all'organizzazione di alcune retrospettive, fra queste quella del Cinema francese del 1953 con Henry Langlois, direttore della Cinémathèque française, e ‘La nascita del film sonoro in America’, organizzata dal critico Giulio Cesare Castelli nel 1962 che comprendeva film sonori e poi parlati dal 1926 al 1932.

Diede grande impulso al cinema giapponese, promuovendo in particolare le proiezioni dei film di Kenji Mizoguchi e Akira Kurosawa, cui dedicò anche due interessanti retrospettive nel 1955.

Nel ’72-73 organizzò il Festival Internazionale del Film Etnografico e Sociologico ‘Venezia Genti’, in collaborazione con il CIFES, il cui segretario generale era il regista Jean Rouch.
Fu membro permanente della Giuria del Premio Mercurio d'Oro della Camera di Commercio di Venezia, che viene assegnato, dal 1958, al miglior documentario di carattere economico presentato alla Mostra.
Nell'81 fece parte della Giuria del Festival du Réel, organizzato dal Centre Georges Pompidou di Parigi.

Un lavoro incessante e appassionato, che ne ha fatto uno dei personaggi più pregnanti e più affascinanti della cinematografia del Novecento. 
Flavia Paulon muore improvvisamente il 18 aprile del 1987.

## La Rassegna Internazionale del Festival del Film Scientifico Didattico
Inizialmente faceva parte della Mostra del Documentario, sezione speciale. Nel 1956 la rassegna si trasferì a Padova nell'ambito dell'Università che poi si occupò autonomamente dell'organizzazione. I film che venivano importati dall'estero venivano comunque legittimati dalla Mostra. Fin dall'inizio Flavia Paulon ebbe un ruolo attivo nella manifestazione e fu segretaria di giuria nel corso di tutte le 18 edizioni, fino al 1975.

## Festival internazionale del film di fantascienza di Trieste
Nasce nel 1963 da un'idea di Flavia Paulon, in collaborazione con i giornalisti Piero Zanotto e Giulio Raiola e con Gastone Schiavotto che inizialmente fu il direttore artistico. Al Festival potevano partecipare solo lungo–medio–cortometraggi realizzati negli ultimi quattro mesi che testimoniassero il progresso raggiunto nel settore dalle cinematografie dei vari Paesi. La manifestazione ebbe grande successo di critica e di pubblico sia in Italia che, inaspettatamente, a livello internazionale. Nessuna rassegna, nemmeno la Mostra di Venezia, si era mai occupata di film di fantascienza e ci furono ben ottocento recensioni in riviste specializzate di tutto il mondo. La Paulon, forte della sua esperienza, organizzava quasi tutto dalla sua casa veneziana, promuovendo molte manifestazioni collaterali: mostre d'arte, tavole rotonde tematiche e rassegne retrospettive. Il Festival si concluse nel 1982 quando vennero a mancare i finanziamenti dell'Azienda di soggiorno e turismo di Trieste che l'aveva sostenuto.

## Il Festival Internazionale del Film sull'Arte e di Biografie d'Artista
L'attuale AsoloArtFilmFestival, nato nel 1973 da un'idea di Flavia Paulon che ne tenne la direzione artistica fino al 1982, si affermò sin dagli inizi come uno dei festival di maggior valore internazionale e fu, anche questo, patrocinato dall'UNESCO. La Paulon volle Enrico Fulchignoni membro stabile della giuria assieme a Guido Perocco, Umbro Apollonio, François Le Targat, Mario Verdone, Nedo Ivaldi, Henri Storck e il gallerista francese Aimé Maeght. La rassegna, originale e unica nel suo genere, diventò un riferimento importante e modello per altri concorsi a livello mondiale.
Dopo un lungo periodo di inattività il Festival rinasce nel 2001 e da allora ogni anno assegna il Premio Flavia Paulon alla Carriera a «un personaggio di rilevanza internazionale che, con la sua personalità e la sua arte, abbia lasciato il segno sulla scena del mondo del cinema e dell'arte contemporanea».

## Il Festival Internazionale del Cartone animato
Dal 2003 AsoloCartoonFestival nasce sulla scia del successo del Festival Internazionale del Film sull’Arte e di Biografie d’Artista di Asolo.
Flavia Paulon, che si era già occupata di film per ragazzi alla Mostra del Cinema, progettò la manifestazione assieme a Carlo Bernini e con la collaborazione dell'amministrazione di Asolo. Fu la Paulon a decidere per il linguaggio dei cartoon. Si intendeva coinvolgere i bambini delle scuole in occasione della festa della befana, invece l'evento diventò ben presto di livello nazionale e internazionale. Le retrospettive organizzate dalla Paulon venivano programmate anche a Milano, all'Istituto per lo Studio e la Diffusione del Cinema di animazione con cui c'era grande collaborazione.

## Omaggio alla Mostra di Venezia
Fu una rassegna che, nel 1978, l'Istituto di Cultura di Palazzo Grassi commissionò a Flavia Paulon. La retrospettiva comprendeva una selezione dei grandi film che resero gloriosa la Mostra del Cinema: ‘L’uomo di Aran’ di Robert Flaherty, ‘Becky Sharp’ di Rouben Mamoulian, ‘Un carnet de bal’ di Julien Duvivier, ‘Luciano Serra Pilota’ di Goffredo Alessandrini, ‘Henry V’ di Laurence Olivier e ‘Ordet’ di Carl Theodor Dreyer e altri.
La manifestazione ebbe notevole riscontro e per la Paulon fu un grande successo personale.

## La Mostra Internazionale del Documentario di Padova
Nasce il 4 febbraio del 1985, sempre ideato da Flavia Paulon e sotto la sua direzione, con l'appoggio dell'Associazione Culturale Francescana, con il patrocinio dell'UNESCO e con la collaborazione di Comune, Provincia e Regione. L'anno precedente Flavia organizzò una manifestazione di prova inaugurata con un film sul pittore Giorgio De Chirico con la presentazione di Maurizio Calvesi. La partecipazione al Festival, che consisteva in un concorso e una sezione non competitiva, era su invito della Direzione artistica. Molti i grandi nomi che parteciparono alla prima manifestazione come Bertrand Tavernier, Joris Ivens, Jean Rouch, Michael Blakwood, Adolf Opel, Dušan Vukotic, Ira Latour, Alfredo di Laura, Raffaele Andreassi, M.J. Ghenz, Erwin Leiser e altri. Furono invitati autori di tutto il mondo, dalla Nuova Zelanda al Venezuela.

## Pubblicazioni
2000 film a Venezia 1932-1950, edito nel 1951, opera basilare della storia del cinema in genere e in particolare della Mostra veneziana, raccoglie una filmografia piuttosto completa: la Paulon si dovette affidare alla sua memoria per ricostruire i periodi precedenti alla guerra di cui si era persa molta documentazione. Ebbe grande successo fra gli addetti ai lavori e fu molto utile per l'edizione del volume pubblicato l'anno successivo in occasione del ventennale della Mostra ‘Vent'anni di cinema a Venezia'.
I mocassini indiani, edito nel 1970, è una biografia del documentarista Robert Flaherty. Il regista aveva vinto il Leone d’oro per il migliore film straniero a Venezia nel 1934 con ‘L'uomo di Aran'. Flavia Paulon era certamente rimasta affascinata da questo grande documentarista e poeta del cinema, personaggio anarchico e non convenzionale che non accettava compromessi e che considerava il documentario più importante del film romanzato. Il libro contiene il racconto inedito La storia di Comok scritto da Flaherty sulla vita degli esquimesi.
La Dogaressa Contestata, a lungo considerato il libro di maggior rilievo sulla Mostra del Lido venne pubblicato nel 1971 in concomitanza della XXXII Mostra del Cinema per la quale Flavia Paulon continuava a collaborare pur essendo già in pensione.

È una cronaca dettagliata di eventi, situazioni e personaggi legati alla rassegna dalla nascita fino al 1970.
Puntuale e pungente nelle ricostruzioni, ma scritto con umorismo e leggerezza di stile, è anche un compendio di saggi consigli in un anno in cui sull'esposizione si riversarono troppe polemiche anche per i premi aboliti dopo le contestazioni del ’68 e deve subire il sorpasso del Festival di Cannes.
La continuazione della storia della Mostra è conservata nell'archivio di famiglia e non è mai stata pubblicata.
La rivista ‘Film – rassegna internazionale di critica cinematografica’, edito da Lombroso (Venezia), nasce nel 1955. Flavia Paulon, giornalista pubblicista dal 1952, che si era già esercitata nella critica cinematografica su molte testate nazionali ed estere, ne fu direttore responsabile. Nella redazione anche Umbro Apollonio, direttore dell'Archivio Storico della Biennale dal 1950 al 1972. Era una rivista innovativa sia dal punto di vista grafico che redazionale, non ebbe mai una buona diffusione e dal ’55 al ’59 ne vennero pubblicati solo 11 numeri. Autorevoli le firme degli articoli pubblicati: François Truffaut, Georges Sadoul, King Vidor, Cesare Zavattini, Giulio Cesare Castello, Edoardo Bruno e tanti altri. Molti di questi articoli erano stati pubblicati in altre riviste straniere e la Paulon, per merito dei buoni rapporti, otteneva l'autorizzazione alla traduzione.

Ci furono anche due numeri speciali, uno dedicato al regista russo Alexander Dovzhenko e l'altro al Congresso Internazionale sul Cinema e le Arti Figurative (Palazzo Strozzi Firenze 25 -28 ottobre 1955).
Sul ponte sventola bandiera bianca è un breve documentario del 1957 sull'insurrezione veneziana contro gli austriaci ideato e prodotto da Flavia Paulon che volle con sé il giovane Franco Kim Arcalli al suo esordio da regista e montatore. Kim si occupò della realizzazione tecnica del cortometraggio assieme a Gianni Scarabello e quest'opera segna l'inizio della sua fortunata carriera. A distanza di cinquant'anni la pellicola è stata riproposta nella seconda edizione del Festival Internazionale del Film di Roma in una rassegna di cinema d'essai.
La carica delle patate è un racconto per ragazzi scritto da Flavia Paulon nel 1967 da cui viene tratta la sceneggiatura, alla quale collabora, dell'omonimo film di Walter Santesso a cui vennero ceduti i diritti. Il titolo originario era ‘La battaglia del circo’. È una storia di gatti e di bambini ambientata in un freddo inverno veneziano.
Il furto al museo è un film per ragazzi ideato e prodotto da Flavia Paulon e girato da Roberto Milani. Non ebbe molta fortuna anche se nelle intenzioni doveva essere il primo episodio di una serie di telefilm e per questo la Paulon fondò la casa di produzione Tetrarca Film.

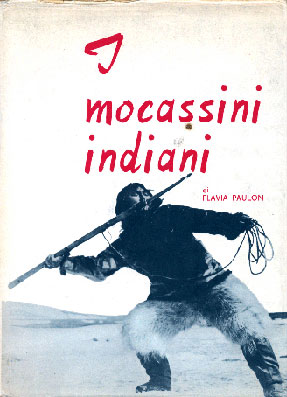
I mocassini indiani 1970

## Traduzioni
- Peggy Guggenheim, ‘Una collezionista ricorda’, prefazione di Alfred H. Baar Jr., Edizioni del Cavallino, Venezia 1956;
- Oscar Wilde, ‘La Duchessa di Padova’, introduzione di Flavia Paulon, Gerardo Casini Editore, Roma 1966.

## Riconoscimenti

Flavia Paulon con Peggy Guggenheim

- Nel 2006 presso la Facoltà di Lettere e filosofia dell'Università di Padova viene pubblicata la Tesi di laurea di Elena Casadoro: ‘Flavia Paulon. La ‘Dogaressa’ del cinematografo' (relatori: Gian Piero Brunetta, Giorgio Busetto).
- Nel centenario dalla nascita, a settembre del 2006, la Biennale di Venezia ha dedicato a Flavia Paulon una retrospettiva con foto e testimonianze autografe nella quale sono intervenuti Marco Müller, Gian Luigi Rondi, Carlo Montanaro, Giorgio Busetto e Davide Croff[44], che hanno convenuto sull'importanza della sua figura, considerata colonna portante e memoria storica della Mostra[45]. L'Archivio Storico delle Arti Contemporanee ha pubblicato per l'occasione il volume ‘Flavia Paulon è il Festival’ di Elena Casadoro. Gian Piero Brunetta nell'articolo di presentazione: ‘Flavia Paulon: ‘angelo necessario’ e ‘Ministro degli Esteri della Biennale’, scrive di lei, definendola la ‘dogaressa’, in questi termini «una straordinaria e instancabile tessitrice di rapporti internazionali»[46]. Molte le testate che si sono occupate dell'evento[47].

## Curiosità
- Nel 1911 il quotidiano britannico The Daily Mirror pubblica alcune foto[48] che ritraggono Flavia, di soli quattro anni e mezzo, durante una scalata a Courmayeur con i genitori, grandi appassionati di montagna. Il padre fu uno dei fondatori del Club Alpino Italiano in Piemonte[2]. Le foto fecero grande effetto, tanto che la notizia fu pubblicata anche dal quotidiano d'oltreoceano The New York Times[49].

- C'è stato un momento in cui, per produttori e registi di molti Paesi, la sua figura si identificava talmente con la Biennale, da inviare direttamente a casa sua (all'indirizzo: Flavia Paulon – Venice – Italy) le pizze dei film da selezionare o da presentare nelle varie sezioni[50].
- Anche la satira s'incarica di far risaltare le sue doti organizzative: lunedì 9 settembre 1968, anno di massima contestazione della Mostra, appare sul Gazzettino una vignetta, nella quale si vede la Paulon sorreggere un tavolo, monco di una gamba, sul quale stava appoggiato Luigi Chiarini, allora direttore della manifestazione[51].

## Onorificenze
- Nel 1973 fu nominata Cavaliere al Merito della Repubblica Italiana.
- Nel 1977 fu invitata a Milwaukee per ricevere l'onorificenza ‘Distinguished Women's Award' dal Northwood Institute di Midland, Michigan[52].